# Bedevaartskerk Sint-Johannes Baptist
De Mariabedevaartskerk Sint-Johannes Baptist (Marienwallfahrtskirche St. Johannes Baptist) is een monumentaal kerkgebouw in Bruchhausen in de Landkreis Neuwied, Rijnland-Palts. 

## Geschiedenis
De katholieke parochiekerk werd in 1230 als romaanse basiliek gebouwd. Rond 1500 werd de kerk tot een gotische hallenkerk met netgewelf vergroot en van een verhoogd koor voorzien. Van de oorspronkelijke romaanse bouw bleven de muren van het kerkschip en de toren bewaard.

## Inrichting
- Het belangrijkste kunstwerk is een olieverfvoorstelling van de dodendans. In twee delen worden 20 personen uit verschillende standen met de dood getoond. Wie het kunstwerk gemaakt heeft is onbekend. Op grond van de kleding van de afgebeelde personen vermoedt men dat het schilderij omstreeks het einde van de 17e eeuw werd gemaakt.[1]
- Het in de kerk vereerde genadebeeld betreft een eikenhouten beeld uit circa 1330. Meer dan 400 jaar lang werd het beeld in een kast achter het altaar bewaard. Slechts bij processies werd het gekleed en door Bruchhausen gedragen. Sinds 1742 wordt het beeld tijdens Maria-feesten in het retabel van het barokke hoogaltaar opgesteld. Het beeld wordt dan altijd gekleed. Bij het uitkleden van het beeld op 21 september 1745 werden er in de ooghoeken van de Moeder Gods tranen ontdekt. Het nieuws ging snel rond en deze gebeurtenis herhaalde zich nogmaals op 25 september 1745. Deze gebeurtenissen stuitten aanvankelijk op scepsis van de kerkelijke autoriteiten maar gaf de bedevaart naar Bruchhausen uiteindelijk een enorme impuls.[2]
- Het gotische stenen beeld "Troosteres der Bedroefden"  (Consolatrix afflictorum) was het oorspronkelijke genadebeeld van de kerk en stamt uit 1420. Het staat bij het ingaan van de kerk op het rechterzijaltaar. De Madonna heeft een kroon, scepter en een koninginnenmantel en draagt het Jezuskind, Die in de linkerhand een duif als symbool van de Heilige Geest draagt en in de rechterhand naar de lokken van Maria grijpt.[3]

## Orgel
Nadat men zich lang moest behelpen met een harmonium en later een elektronisch orgel, besloot men in 2005 in het kader van de renovatie van de kerk tot de bouw van een nieuw pijporgel. Dit orgel werd oorspronkelijk in 1962 door de firma Anton Feith uit Paderborn voor een kerk in Dortmund gebouwd. In verband met de sluiting van deze kerk kon het instrument worden overgenomen. Het orgel werd door de orgelbouwfirma Schulte uit Kürten in 2006 gereorganiseerd en in 2007 vergroot. 

## Klokken
Naast de beide kleine uurklokken, waarover helaas niets bekend is, hangen er drie klokken in de toren:
| Nr. | Naam                 | Nominaal (16tel) | Gewicht (kg) | Doorsnee (mm) | Gietjaar (mm) | Gieter                                          | Inschrift |
| 1   | Jezus + Maria        | e1 +3            | 700          | 1.096         | 1635          | Nikolaus Gomon, Claudius Lamiral, Arnsberg/Bonn | "JESUS MARIA HEISCHE ICH DIE SEELEN ZUR BUESZ BERUFFE ICH DAS BOES WETTER VERTREIBE ICH GODEFRIDUS PASTOR BESTALT MICH NICOLAS GOMON UND CLAUDI LAMIRAL 1635"                                                                    |
| 2   | "Oude" Jezus + Maria | a1 +0            | 650          | 985           | 1423          | Christian Duisterwalt, Keulen                   | "Ghesus maria heiccen ich christianus duistcrwald gocs micch anno domini m cccc xx iii" (1423) |
| 3   | Maria                | h1 -7            | 300          | 803           | 1649          | Johannes Bourlet, Gulik                         | "IN HONOREM DOLORISSIMAE VIRGINIS MARIAE MATRIS DEI ME FECIT 1 6 9 4 I Bourlet G(urlich = Jülich) M(eister)." (Ter ere van de Onze Lieve Vrouw van Smarten, de Moeder Gods. Ik werd gegoten in 1694 door Meester Bourlet, Gulik) |